# Claude Cillart de Kerampoul
Claude-Vincent Cillart, sieur de Kerampoul, dit l'Armerye, né à Sarzeau en 1686 et mort à Locminé le 26 avril 1749, est un prêtre et écrivain en breton vannetais et en français. Il publia notamment un Dictionnaire français-breton du dialecte de Vannes, enrichi de thêmes sous le pseudonyme de Monsieur de l'A*** (L'Armerye).
Il participa probablement aussi au dictionnaire de Pierre de Chalons.

## Citation
- « Le français est, presque tout, composé de mots tirés du breton du dialecte de Vannes ; et sa belle façon de parler sans accent, est la même ».